# Cykelsport
 Der er for få eller ingen kildehenvisninger i denne artikel, hvilket er et problem. Du kan hjælpe ved at angive troværdige kilder til de påstande, som fremføres i artiklen.

Cykelsport er sport, hvor der konkurreres på cykel. Der konkurreres bl.a. i cykelsportsgrenene landevejscykling, banecykling og MTB.

## Cykelsportsgrene
Der findes flere cykelsportsgrene. De længste distancer køres i landevejscykling, mens der køres hurtigst på cykelbane. Udenfor veje køres Cycle cross, mountainbike og BMX. Cykling kan også kombineres med andre sportsgrene som det er tilfældet i duatlon og triatlon.

### Landevejscykling
De store etapeløb i landevejscykling som Tour de France, Giro d'Italia og Vuelta a España er nogle er de helt store sportsbegivenheder med medieinteresse fra store dele af verden.

### Mountainbike
Mountain biking kan generelt blive delt ned i under kategorier: Cross country, trail riding, all mountain (også kaldt "Enduro"), downhill, freeride, dirt jumping og trials.

## Historie

### Cykelsportens start i Danmark
Det første offentlige velocipedevæddeløb blev afholdt allerede i april 1869. Men det var først da sikkerhedsbicycle'en kom til landet, at cyklen blev betragtet som brugbar til væddeløb. De blev forsynet med et racerstyr – et styr der bøjer nedad.
I 1888 åbnede cykelbanen i Ordrup, og fem år senere åbnede Clubben Cyclistens træbane i Bernstorffsgade bag Tivoli. Banerne var forsynet med hævede sving af enten træ eller cement.

#### De første cykelklubber
Starten på sporten var forbundet med stiftelsen af Dansk Bicycle Club den 7. maj 1881. Det var hovedsagelig i København, men provinsen fulgte hurtigt efter. Det var først i 1883, der blev stiftet de første cykelklubber.
- I 1883 kom der cykelklubber i Århus, Odense, Næstved, Randers, Kolding og Sorø.
- I 1884 kom der cykelklubber i Hobro, Svendborg og Nakskov.
- I 1885 kom der cykelklubber i Aalborg og Mørke.
- I 1886 kom der cykelklubber i Horsens og Kerteminde.
- I 1887 kom der cykelklubber i Frederikshavn, Grenaa og Rudkøbing.
- I 1888 kom der cykelklub i Nyborg.

#### Nationale sportsfester i Danmark
De nye baner, man havde bygget, gjorde, at man fik en bedre mulighed for en effektiv træning, og at man kunne invitere udenlandske gæster til at deltage i løbene. Så der blev holdt nationale sportsfester.
Et normalt program for den nationale sportsfest kunne være at man den ene dag var i Nykøbing og dyrkede et par sportsgrene som fx langbold, fodbold. m.m. Så den anden dag var de måske i Odense og dyrkede nogle andre sportsgrene. Sådan forløb hele festen i en måned.
Sportsfesten gav et rigtig billede af tiden 1888, blandt andet fordi nogle af sportsgrene havde andre navne end hvad de har i dag. Fx er bicycle i dag blevet til cykelløb, barreøvelse, som i dag hedder redskabsgymnastik, reckøvelser, som i dag er bag spring. Det var et meget tidstypisk billede, fordi de sportsgrene, der var med til sportsfesten, også var dem, der var mest kendt i landet på det tidspunkt. Den nationale sportsfest blev en stor succes, for både publikum og finalister. Denne fest fik mange gode anmeldelser og meget ros.
Den nationale sportsfest blev afholdt i København i 1888. Hele festen var i gang i en måned. På den måned var der både fremvisninger og konkurrencer. Der deltog 20 foreninger, 308 sportsmænd og 14 lærere var med til at konkurrerer mod hinanden. Der var dog nogle sportsgrene man ikke holdt konkurrencer til, det var blandt andet cricket og cykelløb. Formålet med at lave sådan en sportsfest var for Danmarks vedkommende at man kunne etablere sig et forhold til andre lande.
Disciplinerne var blandt andet højdespring, længdespring, barreøvelser, voltigering, ringe, trapez-øvelser, smidighedsøvelser, cykling og cricket (ingen præmie) og reckøvelser (bagspring).

#### De første kvinder på cykel
I de forskellige cykelklubber var størstedelen af medlemmerne mænd. Efterhånden som tiden gik, kom der flere og flere kvindelige medlemmer.
De første kvindelige medlemmer skulle have nogle bestemte slags cykler, det skulle være nogle cykler der var nemme at cykle på. Cyklerne skulle være så nemme, at damerne ikke skulle udføre for meget arbejde når de skulle ud og køre. Det mest kendte kvindelige medlem var Johanne Jørgensen, hun satte flere rekorder. Hun var også en af de første kvinder til at cykle på en herrecykel med knæbukser på. Mange udenlandske blade og tidsskrifter bragte artikler og billeder af Johanne Jørgensen.

#### Perioden frem til 1. verdenskrig
Fra 1895 og op til 1. verdenskrig var løbene også præget af den danske Thorvald Ellegaard både i Danmark og i udlandet.
- I 1890 stod cykelsporten bag mange udstillinger.
- I 1891 arrangerede Dansk Bicycle Club den første cykeludstilling i Cirkusbygningen.